# Catedral de la Inmaculada Concepción (Urumqi)
La Catedral de la Inmaculada Concepción o simplemente Catedral de Urumqi (en chino tradicional, 聖母無染原罪主教座堂; en chino simplificado, 圣母无染原罪主教座堂) es el nombre que recibe un edificio religioso que se encuentra en la ciudad de Urumqi, capital de la Región Autónoma de Sinkiang al noroeste del país asiático de China.
El templo sigue el rito romano o latino y es la iglesia madre y principal de la prefectura apostólica de Sinkiang (Praefectura Apostolica Sinkiangensis) que fue creada como misión sui juris mediante el breve apostólico "Decet Romanum Pontificem" del papa Pío XI en 1930 y obtuvo su actual estatus en 1938.
Esta bajo la responsabilidad pastoral del obispo Paul Xie Ting-zhe (謝庭哲).